# Вулиця Рєпіна (Черкаси)
Ву́лиця Рє́піна — вулиця в Черкасах.

## Розташування
Починається від невеликого автокола біля залізничної колії в районі контейнерного складу і простягається на південний схід до вулиці Пастерівської.

## Опис
Вулиця вузька, не асфальтована.

## Походження назви
Вулиця утворена 1883 року як Довга, 1893 року названа на честь Іллі Рєпіна, українського художника.

## Будівлі
Вулиця забудована приватними будинками.